# Peter II. Scherenberger
Peter II. Scherenberger (auch Petrus II.; * in Bad Brückenau; † 1. Juni 1658 in Koppenwind) war von 1646 bis 1658 Abt des Zisterzienserklosters in Ebrach.

## Leben
Peter Scherenberger wurde in der zweiten Hälfte des 16. oder im ersten Viertel des 17. Jahrhunderts im unterfränkischen Brückenau, dem heutigen Bad Brückenau geboren. Über seine Eltern ist nichts bekannt, auch die schulische Ausbildung des späteren Abtes wird in den Quellen nicht erwähnt. Wahrscheinlich studierte der junge Peter Scherenberger, um eine Klosterlaufbahn in der Zisterzienserabtei zu beginnen.
Erst mit seiner Wahl am Ursulatag des Jahres 1646, dem 21. Oktober 1646, trat Scherenberger wieder in Erscheinung. Sein Vorgänger Heinrich VI. Pförtner war nur wenige Tage vorher gestorben und ein Nachfolger musste schnell gewählt werden. Seine Wahl fand unter dem Vorsitz des Abtes von Kloster Langheim, Johann Gagel, statt. Von Bischof Johann Philipp von Schönborn wurde er in Würzburg geweiht, zusammen mit Petrus Scherenberger wurde auch Remigius Winckel von Kloster Münsterschwarzach benediziert.
Mit dem Ende des Dreißigjährigen Krieges und dem Inkrafttreten des Westfälischen Friedens konnte Ebrach die verlorenen Gebiete um Schweinfurt von der Freien Reichsstadt zurückfordern. So wurde Weyer zurückgegeben. Im gleichen Jahr ließ der Abt auch die durch den Krieg entstandenen Schäden an den Gebäuden beheben. Außerdem begann Abt Peter auch damit, die Schulden von in Höhe von 8000 Gulden abzutragen. 
Das Ende des langen Krieges führte auch dazu, dass wieder vermehrt Mönche und Professen im Kloster willkommen geheißen wurden. Insgesamt kamen 28 neue Konventsmitglieder in die Abtei. Für die vielen neuen Mönche ließ Abt Peter auch einen philosophischen und theologischen Studienplatz vor Ort errichten. Ebenso ließ er die Wände der Abteikirche mit Fresken neu bemalen und mehrere Altäre im Kircheninneren aufstellen.
Auch engagierte sich Abt Peter Scherenberger innerhalb des Ordens der Zisterzienser. So nahm er 1651 am Generalkapitel teil. In den Jahren 1653 und 1654 besuchte er die Nationalkapitel in Donauwörth beziehungsweise Rottweil. Hier regelte er Streitigkeiten zwischen dem Abt Valentin Mammel und Bernhard von Neuburg. Im Laufe seiner Amtszeit benedizierte Abt Peter auch andere Äbte. Er weihte 1649 Mauritius Knauer von Bronnbach und später den Abt von Kloster Banz. Peter Scherenberger starb am 1. Juni 1658 im Klosterhof in Koppenwind.

## Wappen

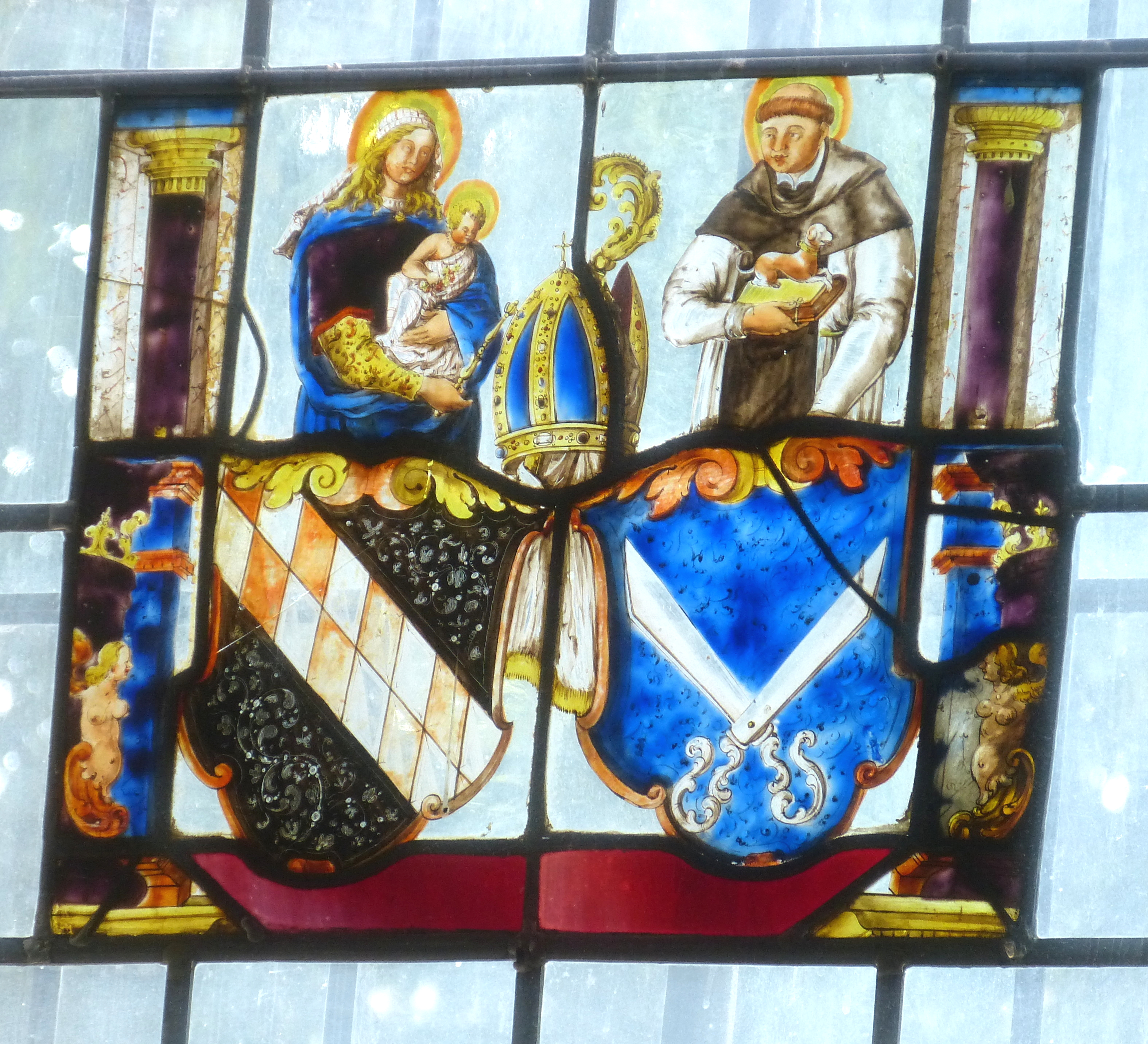
Das Wappen des Abtes

Das persönliche Wappen des Abtes Petrus Scherenberger findet sich auf einer Glasmalerei in der Pfarrkirche in Katzwang im heutigen Mittelfranken. Beschreibung: In Blau eine silberne, geöffnete Schere. Es handelt sich um ein sprechendes Wappen, das auf den Nachnamen des Prälaten anspielt.